# Океанографія
Океанографія — наука, що вивчає Світовий океан. Основні напрями в океанографії: вивчення терміки вод, аналіз хімічного складу океанічної води, вивчення рельєфу океанічного дна, вивчення і вимір течій, хвиль і припливів, аналіз взаємодії океану з атмосферою, визначення фізичних, хімічних, геологічних та біологічних характеристик моря, їх взаємозв'язків і взаємозалежностей.
Основні підрозділи океанографії:
- гідротермодинаміка (досліджує водний і тепловий баланс океану, динаміку хвильових процесів та турбулентність морських вод);
- оптика океану (виявляє закономірності поширення, розсіювання та поглинання світла у морській воді);
- акустика океану (поширення звукових хвиль у водному середовищі).

Найважливіше завдання океанографії — вивчення взаємодії океану з атмосферою, суходолом та дном.